# Всем — спасибо!..
«Всем — спасибо!..» — телефильм-драма режиссёра Инессы Селезнёвой по сценарию Бориса Золотарёва производства ТО «Экран».
История любви и расставания двух людей, история поиска своего призвания в науке и в жизни, а также рассказ о преломлении этих историй в кинематографе (то есть — «фильм о фильме»).
Премьера телефильма на советском телевидении состоялась 11 сентября 1981 года.

## Сюжет
Дмитрий Кузнецов, в прошлом — подававший надежды математик, живший не ради получения учёных степеней и высокого положения в научном сообществе, а ради решения фундаментальных проблем науки (Кузнецов занимался теорией простых чисел), сегодня перебивается случайными заработками и занимается тем, что для собственного удовольствия фотографирует уходящие виды старой Москвы.
Совершенно случайно его, грузчика в магазине «Хлеб», нанимают ночным сторожем (а затем — подсобным рабочим) на съёмки фильма. Оказывается, в соседнем доме, предназначенном под капремонт и почти расселённом, художниками-декораторами воссоздана большая и прилично обставленная квартира успешного учёного-математика, в интерьерах которой снимается история о встрече молодого учёного и студентки-биолога, желающей найти репетитора по математике, об их любви, семейной жизни, расставании и новой встрече много лет спустя.
Присутствуя на съёмках, Дмитрий со всё возрастающим удивлением наблюдает за тем, как сценарий фильма удивительным образом повторяет историю его собственной жизни, вплоть до отдельных деталей происходивших с ним событий, известных, казалось бы, только ему самому диалогов и реплик. Более того, и сама реальная жизнь Кузнецова начинает отчасти разворачиваться в направлении, предугаданном сценарием — его ожидает встреча с бывшей женой Женей, посчитавшей его успешным и состоявшимся учёным, а не ночным сторожем на съёмочной площадке. Постепенно выясняется, что именно она невольно оказалась причастна к написанию сценария фильма, на съёмках которого Кузнецов пересматривает заново всю свою прошлую жизнь.
В название телефильма вынесена фраза, которую произносит режиссёр Ирина Алексеевна по окончании съёмок последней сцены фильма о любви и неудавшейся семейной жизни математика и его жены, в создании которого участвует главный герой.

## В ролях
- Сергей Шакуров — Дмитрий Алексеевич Кузнецов, сторож, в прошлом — математик
- Елена Соловей — Женя, бывшая жена Дмитрия
- Александр Парра — Станислав Иванович Прозорин, сценарист фильма
- Наталья Вилькина — Ирина Алексеевна, режиссёр фильма
- Мария Стерникова — Виолетта, подруга Жени
- Эрнст Романов — Василий Георгиевич, профессор-математик, наставник Дмитрия
- Владимир Качан — Борис Иванович, математик, друг Дмитрия
- Михаил Данилов — Леонид Аркадьевич, директор картины
- Станислав Садальский — Рома, работник административной группы фильма
- Елена Сафонова — Лена, актриса, исполняющая роль Жени
- Юрий Демич — Валентин, актёр, исполняющий роль Дмитрия
- Галина Гладкова — Галя, актриса, исполняющая роль Виолетты
- Юрий Шлыков — актёр, исполняющий роль Бориса
- Олег Вавилов — оператор фильма
- Пётр Пророков — художник фильма
- Юрий Катин-Ярцев — Николай Иванович, один из актёров
- Лариса Алёшина — костюмерша фильма
- Евгения Ханаева — сотрудница музея, разыскивающая фотографии Оружейного переулка
- Майя Булгакова — Клавдия Степановна, работница булочной
- В эпизодах: Николай Маликов, Александра Панова, Александр Марин и другие.

## Съёмочная группа
- Режиссёр: Инесса Селезнёва
- Автор сценария: Борис Золотарёв
- Оператор: Евгений Анисимов
- Художник-постановщик: Пётр Пророков
- Композитор: Владимир Дашкевич
- Оркестр: Государственный симфонический оркестр кинематографии
- Дирижёр: Эмин Хачатурян

Консультантом фильма выступил доктор физико-математических наук Виктор Павлович Паламодов (в титрах ошибочно указан как доктор механико-математических наук).

## Критика
«По сути, это философский фильм о главном в жизни человека: о профессиональном призвании; о науке как вневременном поиске истины; о необходимости гармонии как равновесия между высоким призванием и простыми радостями человеческой жизни и о неразрешимом вопросе — должен ли талантливый учёный принести их в жертву науке; о главных архетипических отношениях в жизни человека — с самим собой, с познанием и смыслом бытия, с любимым человеком, с другом, со своим наставником и с учеником как новым звеном в преемственности научных исканий.»